# Jaroslav Ladman
Jaroslav Ladman (* 30. srpna 1904 –) byl československý fotbalista, který hrál jako útočník.
V československé lize debutoval v sezóně 1925/1926 za SK Kladno. Hrál ještě za Spartu Praha a Čechii Karlín. Celkem v nejvyšší soutěži odehrál 47 zápasů a vstřelil 41 gólů. 

## Statistiky
| Sezóna    | Klub                   | Z  | G  |
| --------- | ---------------------- | -- | -- |
| 1925/1926 | SK Kladno              | 13 | 21 |
| 1927      | SK Kladno              | 7  | 6  |
| 1927/1928 | SK Kladno              | 12 | 6  |
| 1928/1929 | SK Kladno Sparta Praha | 11 | 4  |
| 1929/1930 | Sparta Praha           | 1  | 2  |
| 1934/1935 | Čechie Karlín          | 3  | 2  |